# Nova Gorica
Nova Gorica – miasto w zachodniej Słowenii, położone ok. 65 km na zachód od Lublany w regionie Goriška, przy granicy z Włochami. Siostrzane miasto włoskiej Gorycji. Siedziba gminy miejskiej Nova Gorica.
Powstało w roku 1948 w wyniku uwarunkowań traktatu podpisanego rok wcześniej w Paryżu pomiędzy Włochami a państwami alianckimi. Traktat ten określił na nowo granicę Włoch i Jugosławii w tym rejonie, ale miasto Gorizia pozostało we Włoszech.
Na jego obrzeżach znajduje się Klasztor Kostanjevica.
W 2018 roku liczyła 12 968 mieszkańców.
W mieście rozwinął się przemysł drzewny, odzieżowy oraz spożywczy.

## Miasto partnerskie
- Klagenfurt am Wörthersee